# ぽにきゃんぜん部!
ぽにきゃん ぜん部!（ぽにきゃんぜんぶ）は、2014年4月4日から2018年3月16日までニコニコ生放送で配信されていたポニーキャニオンのアニメ・ライトノベル関連の情報バラエティ番組である。

## 概要
「ポニーキャニオンのアニメ・ラノベ・それに関わる全てを紹介する部活動」と称して同社の情報を紹介する宣伝番組。クイズ、朗読などのバラエティコーナーもある。
パーソナリティーは全員現役女子高校生の新人声優を起用しているため、3年生は翌年3月で番組を卒業し、翌月4月に新メンバーを加入させる仕組みを第3期まで実施していた。
第4期からは大幅にリニューアルされ、毎月第3金曜日に短縮、学園から『ぽにきゃんぜん部』の社員という設定になり、社員寮を背景に宣伝作業を女性社員4人で行う形になった。タイトルロゴもリニューアルされ、4期メンバーのデザインからアンケート投票の結果、桜木のデザインが第73回（2017年5月19日）から採用された。
2018年2月16日、3月で終了することを発表、3月16日は箱根の旅館から生配信し、花守、新田、西ヶ谷を除く歴代のOG全員が集まって大団円を迎えた。
その後、共同で携わっていた音泉が、81プロデュース協力のもと音泉女子高生としてコンセプトを継承している。

## 放送時間
本放送
- ニコニコ生放送 ポニーキャニオンちゃんねる
  - 第3金曜日 20:00～（60分＋α、2017年4月21日 - 2018年3月16日）
  - 音泉アーカイブ配信は第4金曜日更新（2017年4月28日 - 2018年3月23日）

過去
- ニコニコ生放送 ポニーキャニオンちゃんねる
  - 第1・第3金曜日 20:00より生放送（60分＋α）（2014年4月4日 - 2017年3月31日）
  - 音泉アーカイブ配信は第2・第4金曜日更新（2014年4月11日 - 2017年3月31日）

## パーソナリティー
※カッコ内は所属事務所/ニックネーム

### パーソナリティ

#### 第4期
2017年4月21日 - 2018年3月16日
- 桜木夕（アーツビジョン/ターちゃん/高3/1999年4月6日）
- 広瀬世華（アーツビジョン/黒姫/高2/2000年4月13日）
- 生田善子（アプトプロ / リバ子/1988年11月26日 岡山県）

「リバウンド善子」の略。現行メンバーでは最年長となる。生田本人は「いくたん」を希望していたが、昨年度のターちゃん同様リスナーの悪ノリ投票で決まってしまった。そのため、本人のツイートでは「リバ子は絶対定着しない」と書いていたとおり、それ以降は「よしこ（姉さん）」という呼び名が主になった。
- 桃河りか（EARLY WING/フェアもも/10月1日 岡山県）

「フェアリーもも」の略。その他の候補には元々呼ばれている「ももかん」「もかしゃん」があったにもかかわらず「ぜん部」用に考えたネームが決まった。

### 過去のパーソナリティ
※学年はその期の当時

#### 第1期
2014年4月4日 - 2015年3月30日
- 植田ひかる（高3 / 1996年11月14日 茨城県 / EARLY WING → オフィスアネモネ/ ひかるん）
- 木野双葉（高3 / 1996年5月9日 神奈川県 / アイムエンタープライズ / ボス）
- 新田ひより（高2 / 1997年7月1日 東京都 / アーツビジョン / ひよりん）
- 花守ゆみり（高2 / 1997年9月29日 神奈川県 / ポニーキャニオンアーティスツ→スワロウ → M&I / ゆみみ）

#### 第2期
2015年4月17日 - 2016年3月30日
- 新田ひより（高3 / 1997年7月1日 東京都 / アーツビジョン / ひよりん）
- 花守ゆみり（高3 / 1997年9月29日 神奈川県 / スワロウ /　ゆみみ）
- 高橋朋伽（高3 / 1997年10月10日 東京都 / グリーンメディア / カロちゃん）
- 近藤玲奈（高2 / 1999年1月28日 千葉県 / ヒラタオフィス / れいれい）

#### 第3期
2016年4月8日 - 2017年3月31日
- 近藤玲奈（高3 / 1999年1月28日 千葉県 / ヒラタオフィス / れいれい）
- 高橋菜々美（高3 / 1998年7月16日 埼玉県 / スタイルキューブ / ななみこ）
- 桜木夕（高2 / 1999年4月6日 東京都 / アーツビジョン / ターちゃん[注 1]）
- 広瀬世華（高1 / 2000年4月13日 東京都 / アーツビジョン / 黒姫）
- 西ヶ谷瑠伽（高3 / 1998年9月29日 秋田県 / IAMエージェンシー → 不明 / るかぽ）

## コーナー
ふつおたコーナー
リスナーから番組の感想、パーソナリティへの質問などを募集するふつおたコーナー。
JK五文字クイズ部！
正解が五文字になるクイズに対して、パーソナリティ5人それぞれが一文字ずつ書いて答えを導き出していくコーナー。
JKなりきりお悩み相談部
リスナーからの悩み相談に対して、パーソナリティが様々なキャラクターになりきりながら解決していくコーナー。
ぽにきゃん 音楽部
ポニーキャニオンから発売されるアニソンや声優による歌唱曲を紹介。
ぽにきゃん ラノベ部
ぽにきゃんbooksより発売される最新タイトルの紹介。場合によっては作者が呼ばれることもある。そのまま朗読する「おすすめ　朗読部」へ移行する。
ぽにきゃん コンテンツ部
ポニーキャニオンに関連する作品タイトルの販売情報（主にディスクパッケージ）やイベントを告知。

## ゲスト
- 第08回 - ニシ
- 第09回 - 遠藤ゆりか（公開収録回）
- 第10回 - 流歌
- 第13回 - 咲良
- 第14回 - 内田真礼
- 第15回 - 相坂優歌
- 第17回 - 佐東みどり
- 第18回 - 大坪由佳、高森奈津美、相坂優歌、照井春佳、内田真礼（2時間SP回）
- 第20回 - 楠ひなた、東城咲耶子
- 第21回 - 楠田亜衣奈、山口立花子、砂守岳央
- 第22回 - 遠藤ゆりか
- 第23回 - 子安秀明、ぺけ
- 第26回 - なみあと
- 第27回 - 小澤亜李
- 第28回 - がんばれ!Victory
- 第30回 - mothy_悪ノP
- 第32回 - 日笠陽子、MICHI、稲川英里、松井恵理子、黒沢ともよ（2時間SP回）
- 第35回 - 山下大輝、小澤亜李
- 第37回 - 三上枝織
- 第38回 - ユウシャ・アイウエオン
- 第39回 - 葉山昴、志藤彩那、浅沼晋太郎
- 第40回 - 稲川英里（公開生放送回）
- 第41回 - 石川由依、小澤亜李、田所あずさ、稲川英里、小見川千明、MICHI（2時間SP回）
- 第43回 - 飯田里穂、楠田亜衣奈
- 第46回 - 一条由吏
- 第47回 - 木野双葉、植田ひかる
- 第50回 - MICHI、砂守岳央
- 第53回 - 五十嵐裕美
- 第54回 - 白城海
- 第56回 - 植田ひかる、相坂優歌、稲川英里、鬼頭明里、遠藤ゆりか、本渡楓（特大回）
- 第59回 - ニシ